# Bradley Steven Perry
Bradley Steven Perry (Nueva Jersey, 23 de noviembre de 1998) es un actor estadounidense, más conocido por su papel como Gabe Duncan en la comedia familiar de Disney Channel Buena Suerte, Charlie

## Vida personal
Vive en California y tiene 3 hermanas mayores. Bradley es de origen principalmente inglés y con ascendencia hondureña. Su padre es de ascendencia inglesa y hondureña y su madre es estadounidense de raíces inglesas. 

## Carrera
En 2007, Perry comenzó su carrera profesional a la edad de 8 años con pequeños papeles en las películas Choose Connor, y Magnificent Max. Al año siguiente, hizo su debut en televisión con un papel de estrella invitada en la serie de crimen-drama de CBS Sin rastro. Durante el próximo año, Perry continuó apareciendo en pequeños papeles cómicos en películas como The Goods: Live Hard, Sell Hard, Opposite Day, y Papás a la fuerza
En 2010, Perry consiguió un papel protagonista en la comedia familiar de Disney Channel Good Luck Charlie. En la serie, Perry interpreta al inteligente e intrigante Gabe Duncan, el tercero de cinco hermanos de la familia de Duncan junto a sus compañeros veteranos de Disney Jason Dolley y Bridgit Mendler. En 2011, estuvo en la película Good Luck Charlie, It's Christmas! En 2011, Perry obtuvo un papel coprotagonista en la película original de Disney Channel, La fabulosa aventura de Sharpay, junto a Ashley Tisdale. En la película, Perry interpretó a Elliston Roger III, dueño de un perro joven y precoz rival de Sharpay, compitiendo para conseguir su perro obtenga un papel protagonista en Broadway.
En 2016 participa de la serie Lab Rats: Fuerza Élite.

## Filmografía
| Año  | Título                          | Personaje               | Notas |
| ---- | ------------------------------- | ----------------------- | ----- |
| 2007 | Choose Connor                   | Escolar                 |       |
| 2007 | Magnificent Max                 | Georgie Rosenthal       | Corto |
| 2009 | Old Dogs                        | Niño futbolista         | Cameo |
| 2009 | Who Shot Mamba?                 | David                   |       |
| 2009 | Opposite Day                    | Guardia de seguridad 39 | Cameo |
| 2009 | The Goods: Live Hard, Sell Hard | Joven Don Ready         |       |
| 2010 | Peacock                         | Joven John Skillpa      | Voz   |
| 2020 | Hubie Halloween                 | Cormac                  |       |

| Año       | Título                             | Personaje         | Notas                                                        |
| --------- | ---------------------------------- | ----------------- | ------------------------------------------------------------ |
| 2008      | Without a Trace                    | Charlie           | Episodio: "Closure"                                          |
| 2010-2014 | Good Luck Charlie                  | Gabe Duncan       | Coprotagonista                                               |
| 2011      | Sharpay's Fabulous Adventure       | Roger Elliston    | Disney Channel Original Movie                                |
| 2011      | Good Luck Charlie, It's Christmas! | Gabe Duncan       | Disney Channel Original Movie                                |
| 2013      | Jessie                             | Gabe Duncan       | Cameo. Episodio: "Good Luck Jessie: New York City Christmas" |
| 2013-2015 | Mighty Med                         | Kaz               | Protagonista                                                 |
| 2014      | Win, Lose or draw                  | Él Mismo          | Espectáculo de juego. Panelista, 3 Episodios                 |
| 2014      | Pants on fire                      | Jack Parker       | Disney XD película.                                          |
| 2015      | I Didn't Do It                     | Dr. Scott Gabriel | Episodio: "The Doctor Is In"                                 |
| 2016      | Lab Rats: Elite Force              | Kaz               | Rol principal                                                |
| 2016-2017 | Descendants: Wicked World          | Zevon             | Voz. Recurrente (T 2)                                        |
| 2017      | Speechless                         | Donald            | Episodio: "H-e-r-Hero"                                       |
| 2019-2020 | Schooled                           | Alec Raday        | 5 Episodios                                                  |

## Premios y nominaciones
| Año  | Premio                                                   | Rol         | Película/Serie          | Resultado |
| ---- | -------------------------------------------------------- | ----------- | ----------------------- | --------- |
| 2011 | Mejor Actuación en una Serie de Televisión - Actor Joven | Gabe Duncan | ¡Buena suerte, Charlie! | Nominado  |
| 2012 | Mejor Actuación en una Serie de Televisión - Actor Joven | Gabe Duncan | ¡Buena suerte, Charlie! | Nominado  |

## Discografía

### Apariciones especiales
| Sencillo                                                                                | Año  | Álbum |
| --------------------------------------------------------------------------------------- | ---- | ----- |
| "Do You Want to Build a Snowman?" (como parte del grupo Disney Channel Circle of Stars) | 2014 | —     |